# خوسيه فرانكو
خوسيه فرانكو (بالبرتغالية: José Franco‏) هو خزاف برتغالي، ولد في 1920 في  في البرتغال، وتوفي في 2009 في لشبونة في البرتغال.